# Lạc nội mạc tử cung
Lạc nội mạc tử cung là một bệnh trong đó các mô bình thường phát triển bên trong tử cung lại phát triển bên ngoài tử cung. Các triệu chứng chính là đau vùng chậu và vô sinh. Gần một nửa số người bị bệnh có đau vùng chậu mãn tính, trong khi 70% cơn đau xuất hiện trong kỳ kinh nguyệt. Đau khi quan hệ tình dục cũng là phổ biến. Vô sinh xảy ra gần một nửa số phụ nữ bị ảnh hưởng. Các triệu chứng ít gặp hơn bao gồm các triệu chứng khi tiểu tiện hoặc đại tiện. Khoảng 25% phụ nữ không có triệu chứng nào. Lạc nội mạc tử cung có thể có cả hai tác động xã hội và tâm lý.
Nguyên nhân là không hoàn toàn rõ ràng. Các yếu tố nguy cơ bao gồm một lịch sử gia đình mắc bệnh này. Thông thường buồng trứng, ống dẫn trứng, và các mô xung quanh tử cung và buồng trứng bị ảnh hưởng; Tuy nhiên, trong những trường hợp hiếm hoi nó cũng có thể xảy ra ở các bộ phận khác của cơ thể. Các khu vực của nội mạc tử cung chảy máu mỗi tháng, dẫn đến viêm nhiễm và thành sẹo. Việc tăng trưởng do lạc nội mạc tử cung không phải là ung thư. Chẩn đoán thường dựa trên các triệu chứng kết hợp với hình ảnh y tế. Sinh thiết là phương pháp chẩn đoán chắc chắn nhất. Các nguyên nhân khác có triệu chứng tương tự bao gồm bệnh viêm vùng chậu, hội chứng ruột kích thích, viêm kẽ bàng quang, và đau xơ cơ.
Bằng chứng dự kiến cho thấy rằng việc sử dụng thuốc tránh thai kết hợp làm giảm nguy cơ lạc nội mạc tử cung. Tập thể dục và tránh uống rượu nhiều cũng có thể phòng ngừa bệnh. Không có cách chữa lạc nội mạc tử cung, nhưng một số phương pháp điều trị có thể cải thiện các triệu chứng. Có thể dùng thuốc giảm đau, phương pháp điều trị nội tiết tố, hoặc phẫu thuật. Các thuốc giảm đau nên dùng thuốc chống viêm không steroid như naproxen. Lấy thành phần hoạt tính của thuốc tránh thai để dùng liên tục hoặc sử dụng dụng cụ tử cung với progestogen có thể hữu ích. Agonist hormone giúp tiết ra gonadotropin có thể cải thiện khả năng của những người vô sinh để có thai. Phẫu thuật cắt bỏ nội mạc tử cung có thể được sử dụng để điều trị những người có triệu chứng không thể điều trị được với các phương pháp điều trị khác.
Lạc nội mạc tử cung được ước tính xảy ra trong khoảng 6-10% phụ nữ. Nó phổ biến nhất ở những phụ nữ trong độ tuổi ba mươi và bốn mươi; Tuy nhiên, bệnh có thể bắt đầu ở các bé gái 8 tuổi. Bệnh dẫn đến một vài trường hợp tử vong với ước tính là 200 ca trên toàn cầu vào năm 2013. Lạc nội mạc tử cung lần đầu tiên được xác định là một chứng bệnh riêng biệt trong những năm 1920. Trước đó lạc nội mạc tử cung và lạc nội mạc trong tử cung được coi như cùng một loại bệnh. Hiện chưa rõ ai là người đầu tiên đã mô tả bệnh này.